# Mangifera andamanica
Espèce
Statut de conservation UICN

 NT  : Quasi menacé
Mangifera andamanica est une espèce de plantes à fleurs de la famille des Anacardiacées. Elle est endémique des îles Andaman en Inde.